# Чаирлък
Чаирлък (или Текедере) е река в Североизточна България, област Разград – общини Разград, Завет и Исперих, ляв приток на река Царацар от басейна на Дунав. Дължината ѝ е 35 km.
Река Чаирлък води началото си от Самуиловските височини, в южната част на с. Ясеновец, област Разград, на 338 m н.в. Тече в северна посока, като до бившето село Воден долината ѝ е широка, а след това става каньоновидна, дълбоко всечена в аптските варивици и льосовата покривка на Лудогорието. Югоизточно от град Завет завива на изток, служи за граница между общините Завет и Исперих и се влива отляво в река Царацар (от басейна на Дунав) на 154 m н.в., северно от мюсюлманското светилище „Демир баба теке".
Площта на водосборния басейн на реката е 162,9 km2, което представлява 15,3% от водосборния басейн на река Царацар.
Чаирлък е с основно дъждовно-снежно подхранване, но с малък дебит и непостоянен режим.
По течението ѝ са разположени само две села в община Разград – Ясеновец и Черковна.
В горното течение на реката водите ѝ се използват за напояване, като са изградени 2 микроязовира.
В долното си течение реката протича през централната част на ловно стопанство „Воден".

## Топографска карта
- Лист от карта K-35-18. Мащаб: 1 : 100 000.
- Лист от карта K-35-6. Мащаб: 1 : 100 000.